# Psidium nummularia
Psidium nummularia är en myrtenväxtart som först beskrevs av Charles Wright och August Heinrich Rudolf Grisebach, och fick sitt nu gällande namn av Charles Wright. Psidium nummularia ingår i släktet Psidium och familjen myrtenväxter. Inga underarter finns listade i Catalogue of Life.